# Pyramica mirabilis
Pyramica mirabilis är en myrart som först beskrevs av Mann 1926.  Pyramica mirabilis ingår i släktet Pyramica och familjen myror. Inga underarter finns listade i Catalogue of Life.